# Monestir de Hakhartsín

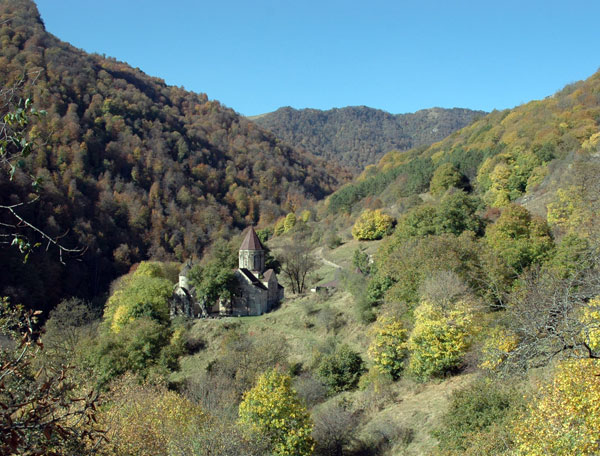
El monestir de Hakhartsín

El monestir de Hakhartsín es troba a la rodalia de Dilidjan, al nord-est d'Armènia. Fou construït entre els segles x i xiv, pràcticament sota el domini de la dinastia dels bagràtides, va mantenir la seva activitat fins a l'època soviètica, quan va quedar buit. Ha tornat a tenir culte arran de la independència armènia. Es troba en una vall, en mig del bosc i aïllat, no té muralles.

## Església de la Mare de Déu
L'església d'Astvatsatsin (la Mare de Déu), del 1281, és l'edifici més gran i important del conjunt monàstic. Exteriorment és de planta rectangular té una entrada al sud i una segona a l'oest, que donava pas al gavit que ara ja no es conserva. A la façana de llevant s'hi troba un relleu similar als que hi ha a Sanahín i Monestir de Hakhpat, però amb la particularitat que en comptes de dos prínceps, mostra a dos monjos amb un model de l'església i un colom entre ells.
Interiorment té una nau amb creuer. Des de l'absis hom pot accedir a unes petites capelles laterals, característiques de l'arquitectura armènia. L'encreuament de la nau i el curt transsepte està cobert per una cúpula que s'aixeca sobre petxines que passen d'una planta quadrada a circular i un tambor amb finestres laterals. Exteriorment aquest tambor està decorat amb uns arcs de mig punt i rematat per una coberta cònica. Al costat de la porta hi ha un bonic khatxkar (pedra-creu).

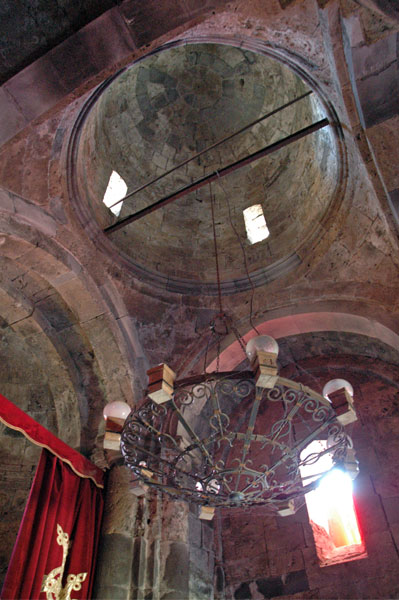
Interior de l'església de la Mare de Déu
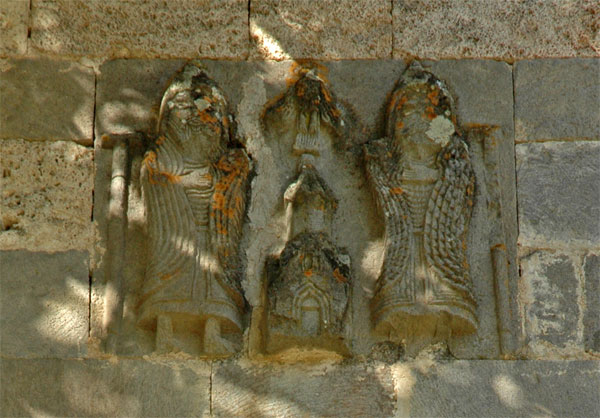
Relleu fundacional de l'església

## Església de Sant Gregori

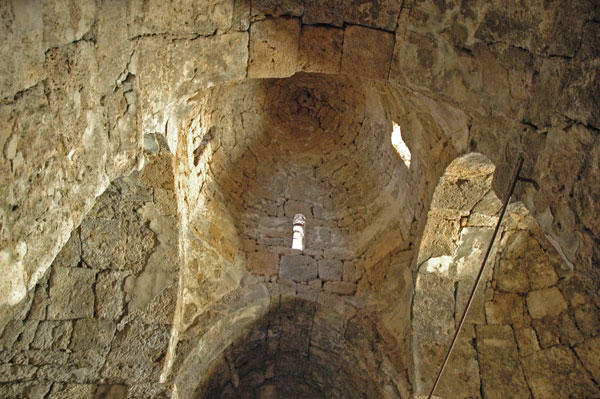
Interior de Sant Gregori

La construcció més antiga del monestir és l'església de Sant Gregori, del 1184. Es tracta d'un edifici més reduït que l'anterior i força similar: planta rectangular a l'exterior, una nau amb creuer, els braços de la qual donen accés a dues capelles laterals. Hi ha dues capelles més als peus de la nau. Coberta amb voltes de canó i una cúpula sobre tambor. Exteriorment aquest tambor és octogonal i està rematat amb una coberta cònica. A migdia de l'església hi ha una construcció en ruïnes que ha estat identificada amb un mausoleu. Al nord una capella molt petita, de nau única, deu anys posterior; del 1194.
El gavit de l'església de Sant Gregori és del 1213. De planta quadrada amb quatre pilars a l'interior units per arcs de mig punt, entre els quals es troba una llanterna octogonal. Els pilars i les murs perimetrals del gavit també queden units per arcs de mig punt. El gavit té adossada una petita construcció, una cambra sepulcral de la família bagràtida.

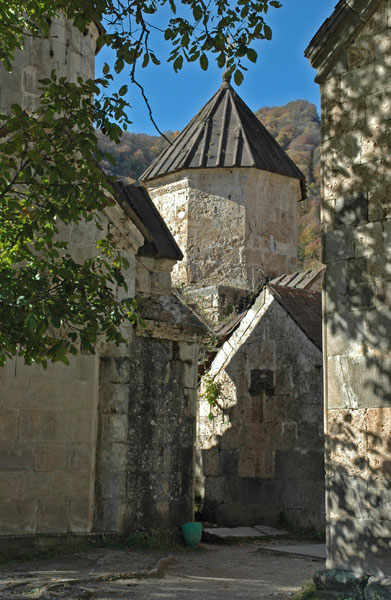
L'església de Sant Gregori, entre la de Sant Esteve i la Mare de Dèu, a la dreta
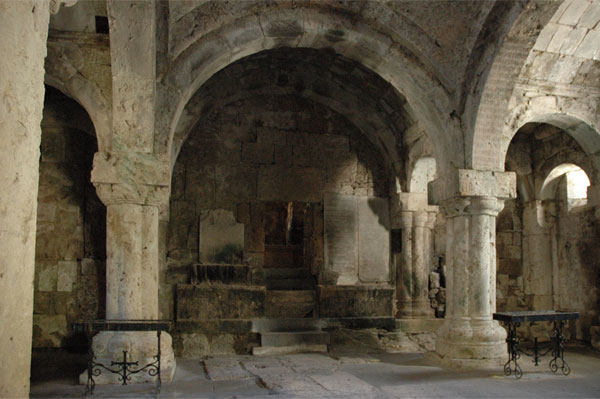
El gavit
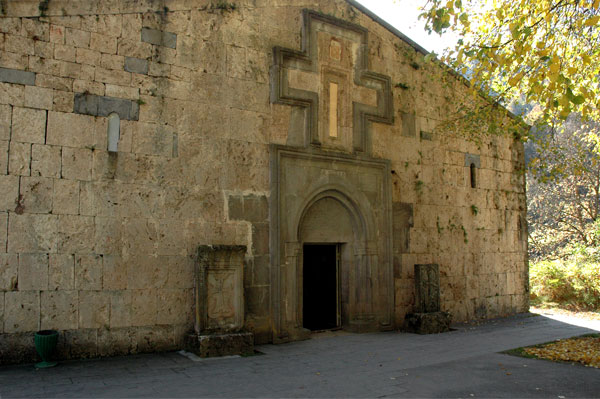
Façana del gavit

## Església de Sant Esteve

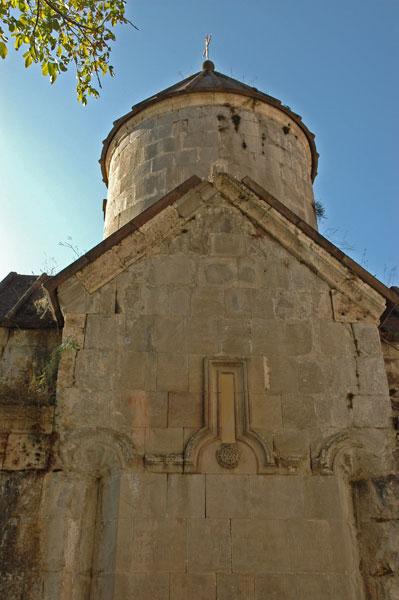
Església de Sant Esteve

La petita església de Sant Esteve es troba darrere de la de Sant Gregori. És del 1244. Com les anteriors, és de planta rectangular a l'exterior i amb una nau amb creuer a l'interior. Amb dues capelles laterals i una cúpula sobre tambor, estructuralment similar a les anteriors.

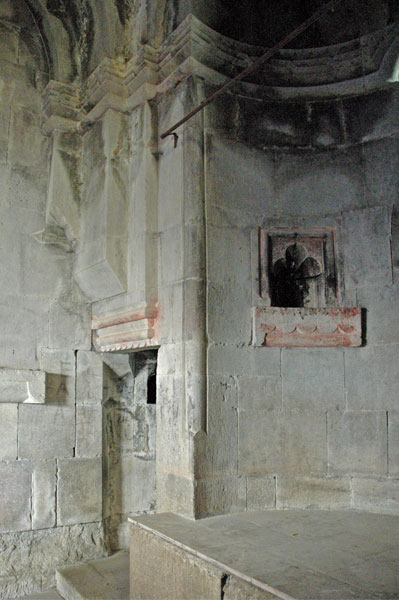
Interior de Sant Esteve, amb l'entrada a una de les petites capelles laterals

## El refetor

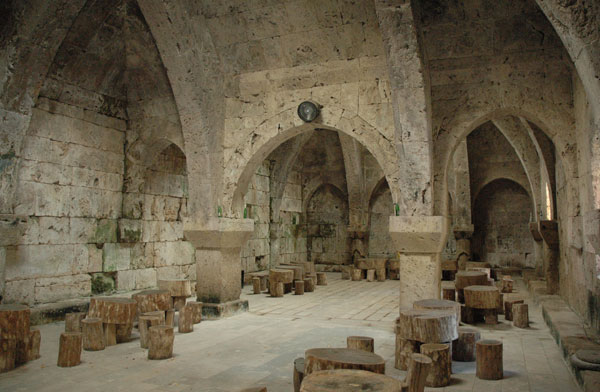
El refetor

És obra de l'arquitecte Minas, del 1248. És de planta rectangular, dividida en dues parts gairebé quadrades per dues columnes de secció quadrada i capitells trapezoïdals, sense decoració. Aquestes columnes està unides amb pilars adossats als murs per parelles d'amplis arcs entrecreuats, que deixen un espai al centre de cada una de les naus on es troba una llanterna que il·lumina l'interior. Entre el refetor i l'església de la Mare de Déu hi ha les ruïnes de la cuina i del gavit d'aquesta església.